# Ultra Mobile Broadband
Ultra Mobile Broadband（ウルトラ・モバイル・ブロードバンド、略称UMB）、は、2007年4月に 3GPP2（Third Generation Partnership Project 2）が策定した、移動体用のデータ通信規格。

## 概要
CDMA2000 の系譜の第3.9世代に相当する。2008年11月、この規格を推進していた米国クアルコム社は、LTE 規格策定が順調に進んでいることを受け、技術開発の終息を宣言した（後述参照）。
LTEのように、UMBもNGNの基礎概念であるインターネットの通信技術（TCP/IP）が根底にあり、上り、下りが、最大 75Mbps/288Mbps の速度で通信する規格だった。仕様は技術的な要件よりも、他の通信規格との親和性を優先しており、既存の無線通信規格であるCDMA2000 1xと、Rev.Bのハンドオーバーをサポートしていた。しかし、3GPP側が、対抗馬である仕様のLTEに前述の機能も包含した上で全ての無線通信と協調できる唯一の仕様に成りうることを主張した。2011年10月現在の時点においてUMBを採用しているキャリアは1社も存在しておらず、また各国の主要なCDMAキャリアも、第3.9世代の規格は、WiMAX或いはLTEを採用することを表明している状態である。
UMB は帯域幅として 1.25～20MHz を使用、複信方式には FDD/TDD、多元接続方式に OFDM 形式を採用している。かつては CDMA2000 1x EV-DO Rev.C と呼ばれていたが、Rev.B以前との互換性がないこと等から、現在の UMB という名称に変更した。

## 規格争いに関する変遷
KDDI（沖縄セルラー電話を含む）は2005年～2007年当時の段階において、同社が推進する『ウルトラ3G』（Ultra 3G）プロジェクトの一環として同社のauブランドにおいて次世代携帯電話の方式にこの方式を採用（導入）する可能性があると見られていたが、「技術面ではUMBもLTEもほとんど差異はない」という理由で最終的に多くのキャリアが採用する予定の方式であるLTEを採用することが確定し（2008年11月7日）、事実上UMBに見切りを付けた形となった。
日本のKDDIのほか、一部の北米のCDMA2000系サービスを採用している通信キャリア（例・ベライゾン・ワイヤレス、スプリント・ネクステル）や一部の韓国のCDMA2000系サービスを採用している通信キャリア（例・SKテレコム、LG U+）もUMB方式を採用する予定だったがいずれもLTE方式の採用に切り替わっている。
上記のKDDIのLTE方式の正式採用およびUMB方式の採用解消の発表を受け、2008年11月13日、米国クアルコム社は決算説明会において、商用化に向けた開発を断念し、対抗技術であったLTEに注力することを明らかにした。先導役であった同社の撤退は事実上の規格の打ち切りをも意味し規格争いの終結となった。